# Linia kolejowa Wiaźma – Smoleńsk
Linia kolejowa Wiaźma – Smoleńsk – linia kolejowa w Rosji łącząca stację Wiaźma ze stacją Smoleńsk. Zarządzana jest przez Kolej Moskiewską (część Kolei Rosyjskich). Jest to fragment linii Moskwa - Mińsk - Brześć i część II Paneuropejskiego Korytarza Transportowego Zachód – Wschód łączącego Berlin z Moskwą E 20.
Linia położona jest w obwodzie smoleńskim. Na całej długości jest zelektryfikowana oraz dwutorowa.

## Historia
Linia powstała w 1871 jako część Kolei Moskiewsko-Brzeskiej.